# Walter Riemann
Walter Riemann (* 20. September 1878 in Magdeburg; † 13. Januar 1948 ebenda) war ein deutscher Schwimmer und Sportfunktionär, der zu Beginn des 20. Jahrhunderts aktiv war. Er startete zu Beginn seiner sportlichen Karriere für den Magdeburger Schwimmclub von 1896. Er war – neben seinem Bruder Waldemar, Kurt Behrens und Max Ritter – Mitbegründer des Magdeburger Schwimmvereins Hellas 1904. Von 1930 bis 1933 fungierte er als Jugendwart beim Deutschen Schwimm-Verband (DSV).
Bei den Deutschen Schwimmmeisterschaften 1900, 1901 und 1902 gewann er jeweils den Titel über 100 m Freistil. 1901 und 1903 wurde er deutscher Meister im Schwimmerischen Mehrkampf, welcher aus Tauchen, Springen und 100 m Schwimmen bestand.